# Antiochiai Szent Klérus
Antiochiai Szent Klérus (? - 310 k.) más néven Bilicerius, Licerius, Lycerius vagy Lucerius, egy keresztény diakónus volt aki mártír halált szenvedett valamikor a 4. század első évtizedében a szíriai Antiochiában (mai Törökország területén). Hét alkalommal is kegyetlenül megkínozták, hogy rávegyék hite megtagadására, majd hosszú időre börtönbe vetteték, végül lefejezéssel kivégezték.
Emléknapját a Római katolikus egyház január 7-én tartja.